# Silent Jealousy
«Silent Jealousy» es una de las canciones más conocidas del grupo de rock japonés X Japan. Fue lanzada en el álbum Jealousy, el 1 de julio de 1991, y posteriormente lanzada también en el sencillo Silent Jealousy. La canción está compuesta íntegramente por Yoshiki, autor de la mayoría de las canciones del grupo. Como curiosidad, destacar que, aunque fuera muy famosa y le gustase mucho a los fanes, la canción solo fue interpretada unas pocas veces, en conciertos mayores; eso sí: hay diversas versiones tocadas en programas musicales.
- Datos: Q1368612